# Song Wusao
Song Wusao, född före 1125, död efter 1179, var en kinesisk restaurangägare. 
Inget är känt om hennes familj, men hon var enligt uppgift svägerska till en betjänt. Hon drev en restaurang i Bianliang (Kaifeng) när Jurchen erövrade och plundrade staden 1126 och flydde söderut, där hon etablerade sig i den nya kejserliga huvudstaden Lin'an (dagens Hangzhou). Hon uppmärksammades av kejsar Song Gaozong, som utnämnde henne till kejserlig hovleverantör av fisk till palatset, något som gjorde henne berömd och rik. Hennes berömda fisksoppa serverades i Hangzhou i sekel efter hennes död, och hon sägs också ha varit upphovsmakare till restaurangen Louwalous berömda vinägerfiskrätt. 